# Sericomyia flagrans
Sericomyia flagrans är en tvåvingeart som först beskrevs av Osten Sacken 1875.  Sericomyia flagrans ingår i släktet torvblomflugor, och familjen blomflugor. Inga underarter finns listade i Catalogue of Life.